# Charles Wuorinen
Charles Peter Wuorinen (ur. 9 czerwca 1938 w Nowym Jorku, zm. 11 marca 2020 tamże) – amerykański kompozytor, pianista, dyrygent i pedagog fińskiego pochodzenia; laureat muzycznej nagrody Pulitzera w 1970.

## Życiorys
Zaczął komponować już w wieku pięciu lat. W 1954 otrzymał nagrodę dla młodego kompozytora ufundowaną przez Filharmonię Nowojorską. Studiował kompozycję na Uniwersytecie Columbia pod kierunkiem Otto Lueninga, Vladimira Ussachevsky’ego i Jacka Beesona, uzyskując w 1963 tytuł Master of Arts.
W 1962 wspólnie z flecistą Harveyem Sollbergerem i klarnecistą Nicolasem Roussakisem założył Group for Contemporary Music. Był to jeden z najbardziej prestiżowych amerykańskich zespołów zajmujących się wykonawstwem nowej muzyki kameralnej; działał przez 30 lat promując nową generację wykonawców, a ponadto zamawiał i dawał prawykonania setek nowych kompozycji.
Wuorinen występował również jako pianista koncertowy oraz dyrygent dzieł własnych i repertuaru muzyki współczesnej. Współpracował ze słynnymi orkiestrami, takimi jak Cleveland Orchestra, Chicagowska Orkiestra Symfoniczna, Filharmonia Nowojorska, San Francisco Symphony, Los Angeles Philharmonic i American Composers Orchestra. W latach 1985–1989 organizował i prowadził serię koncertów zatytułowanych „New and Unusual Music” („Nowa i niezwykła muzyka”), prezentując dzieła tak różnych kompozytorów, jak Elliott Carter, Lou Harrison, George Perle, Steve Reich i Morton Feldman.
Wygłaszał odczyty na uniwersytetach w całych Stanach Zjednoczonych i za granicą. W latach 1971–2004 wykładał na Uniwersytecie Columbia, Princeton, Yale’a, Rutgersa, Iowa, Uniwersytecie Kalifornijskim w San Diego i Uniwersytecie Stanu Nowy Jork w Buffalo oraz w Manhattan School of Music i New England Conservatory w Bostonie.

## Nagrody i wyróżnienia
Jeszcze jako student Uniwersytetu Columbia otrzymał trzykrotnie nagrodę Bearnsa (1958, 1959, 1961) i czterokrotnie nagrody BMI Student Composer Awards (1959, 1961–1963), co nie zdarzyło się nigdy przedtem, ani potem. Był najmłodszym kompozytorem wyróżnionym nagrodą Pulitzera. Otrzymał ją w 1970 za utwór elektroniczny Time’s Encomium. W 1994 był finalistą tejże nagrody, wyróżnionym za utwór Microsymphony.
Dwukrotnie był stypendystą Guggenheima (1968, 1972). W 1985 Wuorinen otrzymał Nagrodę MacArthurów. W latach 1985–1989 był kompozytorem rezydentem w San Francisco Symphony. W 1990 przebywał w Rzymie jako stypendysta American Academy. Był członkiem Amerykańskiej Akademii Sztuki i Literatury oraz Amerykańskiej Akademii Sztuki i Nauki.

## Twórczość
W początkowym okresie twórczości utwory Wuorinena były mocno schromatyzowane i serialne. Później jego styl zdeterminowało rozwinięcie teorii time point Miltona Babbitta, poddające serializacji całość struktury utworu, wraz z jego formą. Łączył także rytmiczną żywiołowość Igora Strawinskiego z atonalnym językiem Arnolda Schönberga, godząc i rozszerzając idiomy obu tych kompozytorów. Podkreślał przy tym, że to Strawinskiemu zawdzięcza najwięcej pod względem dźwiękowego i artykulacyjnego kształtowania struktur. W 1974 wdowa po Strawinskim wyraziła zgodę na wykorzystanie przez Wuorinena niekompletnych szkiców pozostawionych przez jej męża. Rok później Wuorinen złożył swojemu mistrzowi hołd, komponując na ich podstawie A Reliquary for Igor Stravinsky (1975) – niezwykły utwór na orkiestrę, z przejmującym lamentem w części środkowej.
Pod koniec lat 70. Wuorinen zaczął upraszczać swój styl. Odrzucił serializm na rzecz większej otwartości i swobody stylistycznej bliskiej tendencjom postmodernistycznym. Inspirował się chorałem gregoriańskim i nawiązywał wprost do muzyki dawnej.
Jest autorem ponad 250 bardzo zróżnicowanych kompozycji, których cechą wspólną jest wirtuozeria, nowatorski projekt formalny i żywiołowość. Komponował utwory orkiestrowe (w tym symfonie i koncerty), kameralne, fortepianowe oraz na głos i fortepian, a także utwory wokalne, sceniczne (opery i balety) oraz utwory elektroniczne i elektroakustyczne.
Opublikował teoretyczną pracę Simple Composition (Nowy Jork, 1979), z której korzystają studenci kompozycji na całym świecie. Pisał także dla specjalistycznego czasopisma „Perspectives of New Music”.

## Wybrane kompozycje
(na podstawie materiałów źródłowych)
- Into the Organ Pipes and Steeples, 1956
- Orchestral and Electronic Exchanges, 1965
- The Politics of Harmony: A Masque, opera, 1967
- Time’s Encomium, 1969
- Grand Bamboula na orkiestrę smyczkową, 1971
- A Reliquary for Igor Stravinsky, 1975
- The W. of Babylon, opera, 1975
- Percussion Symphony, 1976
- Tashi, 1976
- Two Part Symphony, 1978
- The Celestial Sphere, oratorium, 1980
- Third Piano Concerto, 1983
- Rhapsody for Violin and Orchestra, 1983
- The Golden Dance, 1986
- Five: Concerto for Amplified Cello and Orchestra, 1987
- Genesis, 1989
- A Winter’s Tale, 1991
- Missa Brevis, 1991
- Microsymphony, 1992
- Concerto for Saxophone Quartet and Orchestra, 1992
- The Mission of Virgil (Dante trilogy I), balet, 1993
- Windfall, 1994
- The Great Procession (Dante trilogy II), balet, 1995
- The River of Light (Dante trilogy III), balet, 1996
- Symphony 7, 1997
- Cyclops, 2000
- The Haroun Songbook, 2002
- Fourth Piano Concerto, 2003
- Haroun and the Sea of Stories, opera wg Salmana Rushdiego, 2001
- Eighth Symphony (Theologoumena), 2006
- Time regained na fortepian i orkiestrę, 2008
- Brokeback Mountain, opera wg E. Annie Proulx, 2014
- Eros and Nemesis na orkiestrę, 2016
- Xenolith, 2017
- Second Percussion Symphony, 2019